# Julien Foisnet
Julien Foisnet, né le 7 novembre 1982 à Fougerolles-du-Plessis, est un coureur cycliste français.

## Biographie
Durant plusieurs saisons, Julien Foisnet évolue dans les rangs amateurs, tout en conciliant son métier d'agriculteur avec sa carrière cycliste. Il remporte notamment la Flèche de Locminé en 2008 ou Manche-Atlantique en 2010 et 2011. En mai 2011, il s'impose sur le Tour de Gironde, une course par étapes inscrite au calendrier de l'UCi Europe Tour.
En 2012, sa formation Véranda Rideau Sarthe 72 devient une équipe continentale. Bien qu'il ait l'occasion de passer professionnel, il décline l'offre et rejoint la petite équipe bénévole Spondylarthrite HBC. Il ne dispute que cinq courses avec ce club. En fin d'année, il décide de mettre un terme à sa carrière cycliste pour revenir dans le monde de l'agriculture. 
Il reprend finalement une licence en troisième catégorie en 2017, au sein de l'Union cycliste du Mortinais.

## Palmarès
- 2002
  - Prix de Pleudihen-sur-Rance[3]
- 2005
  - Circuit des Matignon
- 2006
  - 3e du Challenge Mayennais
- 2007
  - Champion des Pays de la Loire
  - Challenge Mayennais
- 2008
  - Circuit de l'Adour
  - Flèche de Locminé
  - 2e du Circuit de la Nive
  - 2e de Nantes-Segré
- 2009
  - Challenge Mayennais
  - Souvenir Christophe Marchix[4]
  - Prix de Saint-Georges-Buttavent
  - 2e du Tour du Pays du Roumois
  - 2e du Circuit des Remparts
  - 3e des Boucles guégonnaises
- 2010
  - Manche-Atlantique
  - Boucles guégonnaises
  - Grand Prix Michel-Lair
  - Nocturne de Villaines-la-Juhel
  - 3e de Nantes-Segré
  - 3e du championnat des Pays de la Loire
  - 3e du Trophée des champions
- 2011
  - Manche-Atlantique
  - 4e étape de l'Essor breton
  - Classement général du Tour de Gironde

## Classements mondiaux
| Année           | 2009  | 2010 | 2011 |
| --------------- | ----- | ---- | ---- |
| UCI Europe Tour | 1201e | 882e | 354e |